# Anastazij II.
Artemij Anastazij ali Anastazij II.  (starogrško Ἀρτέμιος Ἀναστάσιος Β΄, latinizirano: Artemios Anastasios II.), cesar Bizantinskega cesarstva od leta 713 do 715, * ni znano, † 719.
Anastazij se je prvotno imenoval Artemij in je bil državni uradnik in cesarski sekretar svojih predhodnikov. Leta 713 je opsikijska armada v Trakiji strmoglavila cesarja Filipika in za novega cesarja razglasila Artemija. Novi cesar se je preimenoval v Anastazija in kmalu po prihodu na oblast discipliniral vojsko in dal usmrtiti vse častnike, ki so bili neposredno vpleteni v zaroto proti Filipiku. 
Odobril je sklepe Šestega ekumenskega koncila in odstavil monoteletskega konstantinopelskega patriarha Ivana VI.. Na njegovo mesto je leta 715 postavil pravoslavnega patriarha Germana I.. Njegovi ukrepi so za nekaj časa prekinili lokalno shizmo med pravoslavno in katoliško Cerkvijo.
Cesarstvo so na kopnem in na morju ogrožali Arabci, ki so leta  714 podrli vsed do Galatije v osrednji Anatoliji. Anastazij je poskušal doseči mir po diplomatski poti, vendar so pogovori njegovih odposlancev v Damasku spodleteli. Po diplomatskem neuspehu je začel obnavljati konstantinopelsko obzidje in graditi novo ladjevje. Smrt umajadskega kalifa al-Valida I. leta 715 je ponudila Anastaziju priložnost, da napade nasprotnika. Vojno ladjevje je zbral na Rodosu z nalogo, da uniči nasprotnikovo ladjevje in pomorska oporišča, s kopensko vojsko pod poveljstvom Leona Izavrijca pa je napadel Sirijo.
Vojaki Opsikijske teme, besni zaradi cesarjevih ostrih ukrepov, so se uprli, ubili admirala Ivana in za cesarja proglasili bivšega zbiralca davkov Teodozija. Teodoziju je po šestih mesecih obleganja uspelo zasesti Konstantinopel. Anastazij, ki  je pobegnil v Nikejo, je bil leta 716 prisiljen priznati novega cesarja in se umakniti v samostan v Solunu. 
Leta 719 je Anastazij vodil upor proti Teodozijevemu nasledniku Leonu III. V uporu je imel tudi podporo bolgarskega carja Tervela. Kronist Teofan Spovednik, ki je edini vir podatkov o omenjenih dogodkih, je Tervela zamenjal z njegovim možnim naslednikom Kormesijem, zato je bil Anastazijev zaveznik verjetno Kormesij in ne Tervel. Kakor koli že, Anastazijev napad na Konstantinopel ni upel. Leon ga je ujel in ukazal usmrtiti.     

## Vira
- Paul Speck: Kaiser Leon III., die Geschichtswerke des Nikephoros und des Theophanes und der Liber Pontificalis. Eine quellenkritische Untersuchung. 2. zvezek, Habelt, Bonn (2002), ISBN 3-7749-2569-0; 2003, ISBN 3-7749-3160-7.
- Graham Sumner: Philippicus, Anastasius II and Theodosius III., Greek, Roman and Byzantine Studies 17 (1976), str. 287–294.

| Anastazij II.       |                                       |                          |
| Vladarski nazivi    |                                       |                          |
| Predhodnik: Filipik | Cesar Bizantinskega cesarstva 713–715 | Naslednik: Teodozij III. |